# Османська Палестина
Палестина в складі Османської імперії — історичний етап, під час якого Палестина перебувала під управлінням Османської імперії — з 1516 по 1917 рік. У цей період, особливо з кінця XIX століття, єврейське населення Палестини росло швидкими темпами за рахунок імміграції з Європи.

## Завоювання Палестини османами
Османське князівство було засноване тюрксько-мусульманськими племенами в кінці XIII століття в районі Анатолійськой височини. Протягом XIV—XV століть турки-османи захопили більшу частину Балканського півострова і всю Малу Азію до Іранського нагір'я. У 1453 року вони захопили Константинополь, остаточно знищивши Візантійську державу. Після перемоги над перською армією в битві на плато Чальдіран їх військові зусилля були спрямовані на державу мамлюків, яке прийшло на той час у занепад.
Територія Палестини була захоплена османами після того як війська султана Селіма I розбили армію мамлюків 24 серпня 1516 року в битві при Мардж Дабеці на північ від Алеппо. А в січні 1517 року Селім виграв останній бій з мамлюками біля Каїра, остаточно розгромивши їх державу.
Протягом 400 років Палестина залишалася частиною величезної Османської імперії, що охоплювала значну частину Південно-Східної Європи, всю Малу Азію і Близький Схід, Єгипет і Північну Африку.

## Органи влади та адміністративна структура
Османська імперія була в зеніті могутності приблизно 50 років після захоплення Палестини. На початковому етапі правління нова влада енергійно розвивала країну і піклувалася про зростання добробуту її мешканців. В імперії мусульманська релігія не була відокремлена від держави, проте існували як релігійні, так і світські інститути влади. Територія імперії ділилася на провінції (еялети, потім вілайєти), на чолі яких знаходилися бейлербеі або валі. Пізніше цю посаду займали візири. Всі вони носили титул паша. Вілайєти ділилися на області (санджаки), очолювані санджак-беями. Хоча з точки зору географії Палестина розташовувалася в центрі імперії, її значення було невелике. Ніяких загроз імперській владі з XVI по XVIII століття в Палестині не було. Єдиною серйозною проблемою були напади бедуїнів на торгові каравани.
Протягом османської епохи адміністративні кордони провінцій і областей часто змінювалися. На початку правління Османа провінція Дамаск, до складу якої входила також Палестина була розділена на 11 санджаків, п'ять з яких складали територію Палестини — Цфат, Леджуно (Мегіддо), Шхем, Єрусалим і Газа. На початку XVII століття з провінції Дамаск була виділена нова провінція — еялет Сидон, що включав Ліванські гори, Галілею і Середземноморське узбережжя.
У період 1800-31 років територія Палестини ділилася на два еялети. Центрально-східний гірський район, що тягнувся від Шхема на півночі до Хеврона на півдні (включаючи Єрусалим), відносився до Дамаського еялету; Галілея і прибережна смуга — до еялету Сидон. Велика частина Негева перебувала в цей період поза османської юрисдикції. У 1832 році територія Палестини була завойована Ібрагім-пашею, сином і воєначальником віце-короля Єгипту Мухаммеда Алі. Палестина, північна межа якої сягала Сидону, стала єдиною провінцією з центром у Дамаску. Єгиптяни, які правили країною вісім років (1832-40), провели деякі реформи за європейським зразком.